# 산 페르민-오르카수르역
산 페르민-오르카수르 역(스페인어: San Fermín-Orcasur)은 마드리드 지하철 3호선의 역이다. 마드리드 우세라 구의 안달루시아 대로와 로스 포블라도스 대로가 만나는 교차로 지하에 위치해 있다. 요금구역 상으로는 A구역에 속한다.

## 역사
2007년 4월 21일 3호선의 비야데르데 알토 연장구간 개통과 함께 처음으로 문을 열었다. 역 승강장 길이는 108m이며 최대 폭은 49.2m이다. 깊이는 29m이다.
깊이가 비교적 깊기 때문에 역 구조는 대합실-중간층-승강장의 3개 층으로 나뉜다. 3호선의 여느 역과 마찬가지로 에스컬레이터와 엘레베이터가 설치되어 승객의 편의를 돕는다. 또 산페르민과 오르카수르 일대 거리에 하나씩 출구가 설치되어 있다. 이 때문에 역명 표기를 놓고 분쟁이 벌어져, 결과적으로는 두 지역명을 병기하는 것으로 마무리되었다.

## 환승 정보
역 주변에 시내버스 정류장이 네 곳 있다. 시외버스 노선도 역 부근을 경유한다.
버스
- 시내버스
  - 18, 22, 59, 79, 85, 86번 노선 (주간)
  - N13, N14번 노선 (야간)
- 시외버스
  - 411, 421, 422, 424, 447, 448번 노선 (주간)
  - N401, N402번 노선 (야간)

지하철
| 마드리드 지하철                           | 마드리드 지하철       | 마드리드 지하철                  |
| ----------------------------------------- | --------------------- | -------------------------------- |
| 시우다드 데 로스 앙헬레스 비야베르데 알토 | 마드리드 지하철 3호선 | 오스피탈 12 데 옥투브레 몽클로아 |